# 2-piridona
La 2-piridona es un compuesto orgánico cuya fórmula química es: C5H5NO. Debido a su estructura puede establecer interacciones entre moléculas del mismo tipo mediante enlaces de hidrógeno dando lugar a dímeros. Presenta un equilibrio cetoenólico en el que el tautómero ceto es más estable porque tiene formas resonantes más estables.
En estado sólido la forma predominante es la 2-piridona pero en disolución se puede equilibrar incluso favorecer la forma enólica (2-hidroxipiridina) con disolventes apolares.

Debido a la presencia de grupos funcionales 2-piridona y 2-hidroxipiridina pueden establecer enlaces de hidrógeno formando dímeros que en determinadas circunstancias favorecidas en medios hidrofóbicos por tanto con disolventes apolares.
Las estructuras que se muestran simulan pares de bases nitrogenadas que se encuentran en el ADN y ARN. Estos dímeros se utilizan a veces como modelos simples para experimentos y estudios teóricos.
La 2-piridona no es de origen natural se suele aislar como un cofactor en ciertas hidrogenasas.

## Síntesis
La 2-Piridona se puede obtener a partir de una ciclación intramolecular con un ácido carboxílico α,β insaturado y un aldehído. Se lleva a cabo con una deshidratación obteniendo una lactona y un tratamiento con amoniaco posterior da lugar a la 2-piridona.
La oxidación de la piridina da un compuesto N-óxido que con una acetilación formará la 2-piridona.

## Aplicaciones Bioquímicas
Una serie de nuevos derivados de 2-piridona se han sintetizado y se evaluado su actividad y citotoxicidad in vitro frente al virus antihepatitis B (HBV). Se ha observado una buena actividad contra la replicación del ADN el HBV en estos análogos de 2-piridona. Los compuestos más activos fueron 5d y 6l, con buena actividad inhibidora contra la replicación del ADN y notable selectividad. Un modelo farmacóforo de los compuestos sintetizados fue propuesto por el programa GASP consta de tres puntos hidrofóbicos, cuatro puntos HBA, y un punto de HBD. Los derivados de 2-piridona representan una nueva clase de inhibidores del HBV.
.